# Dem Rauschgift verfallen

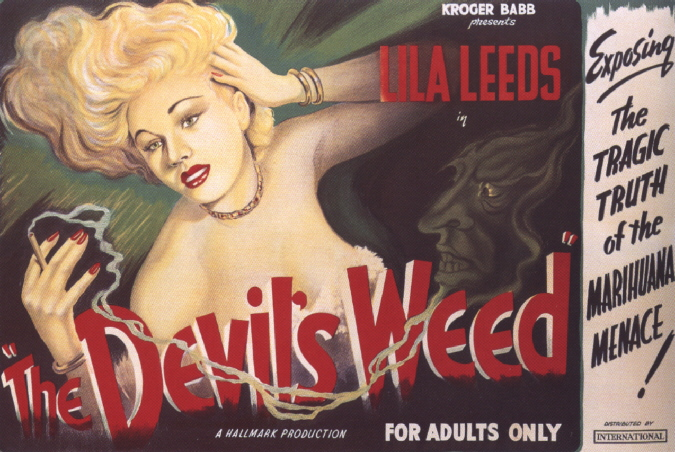
Filmplakat für The Devil’s Weed.

Dem Rauschgift verfallen (Originaltitel: She Shoulda Said No! (dt. etwa Sie hätte Nein sagen sollen!), wiederaufgeführt als Wild Weed; Marijuana, the Devil’s Weed; The Story of Lila Leeds and Her Exposé of the Marijuana Racket; und The Devil’s Weed) ist ein Anti-Cannabis-Exploitationfilm aus dem Jahr 1949.

## Handlung
Ann Lester, eine junge Waise, ist ein vorbildliches Mädchen, das unter anderem versucht, die College-Ausbildung ihres Bruders zu finanzieren. Der niederträchtige Drogendealer Markey mesmerisiert sie aber derartig, dass sie das Verlangen nach Marihuana verspürt, so dass sie die Teufelsdroge auf einer Party alsbald probiert und fortan nicht mehr davon lassen kann.
Unter dem Einfluss von Marihuana brechen bei Ann alle moralischen Dämme und sie gibt sich hemmungslos vielen Liebhabern hin und verliert im weiteren Verlauf auch ihre Anstellung, so dass sie für den drogengeschädigten Markey Drogen verkaufen muss. Als ihr Bruder vom Lebenswandel seiner Schwester erfährt, sieht er, logisch richtig, in seinem Suizid den einzigen Ausweg und erhängt sich, um mit der Schmach, dass seine Schwester eine Teufelsdroge wie Marihuana unter das Volk bringt, nicht weiter leben zu müssen.
Wie nicht anders zu erwarten, wird Ann verhaftet und verschiedenen psychiatrischen Anstalten und Gefängnissen zugeführt. Nach 50 Tagen im Gefängnis wird sie schließlich unter der Bedingung freigelassen, dass sie den Dealer Markey den Behörden ausliefert.

## Hintergründe und Trivia
She Shoulda Said No! ist in den USA public domain und online verfügbar.
Der Film galt als so schockierend, dass er unter anderem in Finnland verboten wurde.